# Lettország gazdasága
Lettország gazdasága része az Európai Egységes Piacnak. Az ország 1999 óta tagja a Kereskedelmi Világszervezetnek (WTO), 2004 óta tagja az Európai Uniónak, 2014 óta az euróövezetnek, valamint 2016 óta az OECD-nek. A Világbank által készített üzletvitel-könnyűségi rangsorban a 14. helyen áll a világon. Az ENSZ Fejlesztési Programjának 2023/24-es Emberi fejlődési jelentése szerint az ország emberi fejlettségi indexe (HDI) 0,879 volt a 2022-es adatok alapján. Földrajzi elhelyezkedésének köszönhetően jelentős szerepet töltenek be a gazdaságban a tranzitszolgáltatások, a fa- és fafeldolgozás, a mezőgazdaság, az élelmiszeripar, valamint a gépgyártás és az elektronikai eszközök előállítása.
Lettország gazdasága 2006 és 2007 között évente több mint 10%-os GDP-növekedést ért el, ám 2009-ben súlyos recesszióba került. Ennek okai az akkori folyó fizetési mérleg fenntarthatatlan hiánya, az ingatlanpiac összeomlása és a nagy mértékű eladósodottság voltak a világgazdaság gyengülésének időszakában. A második legnagyobb bank, a Parex Bank csődje nyomán a GDP 2009-ben közel 18%-kal csökkent. Az Európai Unió, a Nemzetközi Valutaalap és más nemzetközi donorok jelentős pénzügyi támogatást nyújtottak Lettországnak, cserébe az euróhoz kötött árfolyam védelmét célzó intézkedésekért és a kormány szigorú megszorító politikáinak vállalásáért. 2011-ben a GDP már 5,5%-kal nőtt, így Lettország ismét az Európai Unió egyik leggyorsabban növekvő gazdaságává vált. Az IMF/EU által támogatott program 2011 decemberében sikeresen lezárult.
A privatizáció nagyrészt befejeződött, néhány nagyobb állami közműszolgáltató kivételével. A gazdasági fellendüléshez hozzájárult az export növekedése is, ugyanakkor az ország gazdaságának túlnyomó része a szolgáltatási szektorban koncentrálódik.

## Gazdaságtörténet
Lettország évszázadokon át a Hanza-szövetség és a német gazdaság befolyása alatt állt, majd a két világháború közötti függetlensége idején földrajzi elhelyezkedését kelet–nyugati kereskedelmi és tranzitközpontként hasznosította. Az ipar elsősorban a belföldi piacokat szolgálta ki, miközben a faipari termékek, a papír és a mezőgazdasági áruk alkották a fő exportcikkeket.
Az első világháborút megelőzően Lettország fejlett ipari központként működött az Orosz Birodalmon belül, elsősorban az orosz piacot kiszolgálva. A függetlenség 1918-as elnyerését követően az ország elveszítette korábbi ipari központi szerepét. A két világháború között Lettország arra törekedett, hogy élelmiszer-exportőrként jelenjen meg a nemzetközi piacon, és újraiparosítsa gazdaságát. Az egy főre jutó GDP nőtt ebben az időszakban, bár egyes gazdaságtörténészek stagnálásról beszélnek az autoriter Kārlis Ulmanis kormányzása idején (1934–1940). Míg 1920-ban 1430 üzemben 61 000-en, 1937-ben már 5700 üzemben 205 000-en dolgoztak. Ebben az időszakban épült a ķegumsi vízerőmű, amely az ország áramfogyasztásának 40%-át biztosította.
1940-ben a szovjet megszállás kezdetén minden olyan vállalatot államosítottak, amelynek éves forgalma több volt, mint 100 000 lats. A fizetőeszköz az orosz rubel lett, de ezzel párhuzamosan megmaradt a lats is. Az árfolyamokat a helyi valuta számára igen kedvezőtlenül állapították meg: korábban 10 rubel értékű latsot egy az egyhez arányban váltották. Az új földtörvény szerint a 30 hektár feletti földbirtokot elkobozták, ez a lett gazdaságok mintegy 15%-át érintette. 
A második világháború után a lettországi ipari létesítmények és beruházások száma a Szovjetunió átlaga felett volt. Kiemelt szerepet kapott a gépgyártás és fémfeldolgozás. Új üzemek létesültek: Rigában a termelés 1947-ben indult el az elektromos gépgyárban és 1949-ben a diesel gyárban. Az 1938-as szinthez képest a fakitermelés 55%-kal, a szövetgyártás 27%-kal, a papírgyártás 77%-kal nőtt. Az előző évtized erőltetett iparosítása után 1955 és 1968 között a gazdaságpolitika stabilizálódott. A termékstruktúrát bővítették; Lettország ban többek között telefonokat, automata telefonközpontokat, motorkerékpárokat állítottak elő. Az egy főre jutó nemzeti jövedelem 1958-ban 29%-kal, 1968-ban 42%-kal volt magasabb a szovjet átlagnál. Az 1960-as évek közepétől a gazdaság irányítását erőteljesen központosították. 1971-ben az ország termelésének 34%-át a szövetségi minisztériumok, 56%-a a szövetségi köztársasági minisztériumok irányították, és csak 10% maradt helyi hatáskörben, jellemzően a könnyűipari és élelmiszeripari üzemek. A központi irányítás a hatékonyság csökkenésével járt együtt.
A függetlenség 1991-es visszanyerése után Lettország fokozatosan piaci alapú reformokat vezetett be. Az új, szabadon átváltható pénznem, a lat 1993-ban került bevezetésre, és értéke stabil maradt, sőt erősödött a főbb világvalutákkal szemben. Az infláció az 1992-es 958,6%-ról 1995-re 25%-ra, majd 2002-re 1,4%-ra csökkent.
Az 1991 és 1995 közötti jelentős gazdasági visszaesést követően a gazdaság stabilizálódott, amit a könnyűipar helyreállása, valamint a kereskedelmi és pénzügyi szektor fellendülése segített. A növekedést azonban kétszer is megszakította válság: 1995-ben a legnagyobb lett bank, a Banka Baltija csődje, majd 1998-ban az orosz pénzügyi rendszer válsága. 2000 után a lett GDP négy egymást követő évben évi 6–8%-kal nőtt. Az államháztartás 1997-ben kiegyensúlyozott volt, de az 1998-as orosz válság miatt jelentős hiány alakult ki, amelyet 1999 és 2003 között 4%-ról 1,8%-ra sikerült csökkenteni – ez alacsonyabb volt, mint a legtöbb 2004-ben EU-hoz csatlakozó országban.
2008 közepéig Lettország Európa leggyorsabban fejlődő gazdaságával rendelkezett. 2003-ban a GDP-növekedés 7,5% volt, míg az infláció 2,9%. A szovjet időszak központilag irányított gazdaságát a szabadpiaci elveken alapuló rendszer váltotta fel. 2005-re a magánszektor részesedése a GDP-ben elérte a 70%-ot. A könnyűipar fellendülése és Riga regionális pénzügyi, illetve kereskedelmi központtá válása ellensúlyozta az állami ipar és a mezőgazdaság zsugorodását. A hivatalos munkanélküliségi ráta 7–10% között mozgott.

### Gazdasági visszaesés 2008–2010
A 2007–2008-as pénzügyi válság súlyos zavarokat okozott a lett gazdaságban, elsősorban a 2004 után kialakuló hitelbuborék kipukkanása miatt. A gazdaság gyors gyengülését költségvetési, bér- és munkanélküliségi válság követte. Lettország 2009-ben az EU legrosszabb gazdasági teljesítményét produkálta, az éves GDP-növekedés -18% volt.
2008 második felétől Lettország gazdasága megszorító szakaszba lépett a korábbi hitelalapú spekulációk és az ingatlanárak irreális emelkedése után. 2007-ben például a folyó fizetési mérleg hiánya a GDP több mint 22%-át tette ki, miközben az infláció elérte a 10%-ot. A munkanélküliség 2009-re 23%-ra nőtt, ami a legmagasabb arány volt az EU-ban.
Paul Krugman Nobel-díjas közgazdász 2008. december 15-i New York Times publicisztikájában így írt:
„A legsúlyosabb problémák Európa perifériáján jelentkeznek, ahol sok kisebb gazdaság válságot él át, amely kísértetiesen emlékeztet a múlt Latin-Amerikában és Ázsiában lezajlott válságaira: Lettország az új Argentína.”
2009 augusztusára Lettország GDP-je 20%-kal csökkent az előző év azonos időszakához képest, és a Standard & Poor’s további 16%-os visszaesést jósolt. A Nemzetközi Valutaalap a nemzeti valuta leértékelését javasolta, de az Európai Unió ezt ellenezte, mivel Lettország adósságainak többsége külföldi valutában volt denominálva. Michael Hudson közgazdász ezzel szemben a külföldi devizás adósságok átváltását javasolta lett latba a leértékelés előtt.
2010-re azonban már láthatóvá vált, hogy Lettország belső leértékelési politikája sikeresnek bizonyult.

### Gazdasági fellendülés 2010–2012
2010-től a gazdasági helyzet javulni kezdett, és 2012-re Christine Lagarde, az IMF vezérigazgatója Lettországot sikertörténetként jellemezte, erőteljes növekedési kilátásokkal. A gazdaság 2011-ben 5,5%-kal, 2012-ben pedig 5,6%-kal bővült, ezzel az EU leggyorsabban növekvő gazdaságává vált. A GDP 2018-ra meghaladta a válság előtti szintet.

### Gazdasági kihívások 2022–2023
A 2022 februári orosz invázió Ukrajna ellen gazdasági problémákat okozott Lettországban. A valós GDP-növekedés a 2021-es 4,3%-ról 2022-re 2,8%-ra lassult. Oroszország fontos kereskedelmi partner volt, és az EU-s szankciók jelentős hatással voltak az országra. Az energiaárak drasztikus emelkedése, az alternatív gáz- és olajforrások keresése, valamint a logisztikai nehézségek miatt az infláció 2022-ben átlagosan 17,2% volt, majd 2023-ban ismét egy számjegyűvé csökkent.

## Privatizáció
Lettországban a privatizáció már gyakorlatilag befejeződött. A korábban állami tulajdonban lévő kis- és középvállalatok szinte teljes egészében magánkézbe kerültek, mindössze néhány politikailag érzékeny nagyvállalat maradt állami tulajdonban. Kiemelten ilyen a nemzeti energia- és közműszolgáltató vállalat, a Latvenergo, amely továbbra is állami tulajdonban van, és a kormány nem tervezi annak privatizálását. Az állam kisebbségi részesedéssel rendelkezik a Ventspils Nafta olajtranzit-vállalatban és a fő távközlési szolgáltatóban, a Lattelecomban, de a kormány szándékában áll ezekről a részesedésekről a közeljövőben lemondani.
A külföldi befektetések szintje Lettországban még mindig mérsékelt, különösen Észak- és Közép-Európához képest. A földeladások, beleértve a külföldiek általi földvásárlást is, 1997-ben váltak lehetővé egy új törvény révén. Egyesült Államokban bejegyzett vállalatok 1999-ben 127 millió dollárt fektettek be Lettországban, ami az ország teljes külföldi közvetlentőke-befektetésének 10,2%-át tette ki. Ugyanebben az évben az Egyesült Államok 58,2 millió dollár értékben exportált árut és szolgáltatást Lettországba, míg az import értéke 87,9 millió dollár volt.
Lettország a Nyugat gazdasági intézményeihez, például a Kereskedelmi Világszervezethez, az OECD-hez és az Európai Unióhoz való csatlakozás érdekében számos lépést tett. Az Európai Unióval 1995-ben társulási megállapodást (Europe Agreement) írt alá, négyéves átmeneti időszakkal. Az Egyesült Államokkal Lettország befektetési, kereskedelmi, szellemi tulajdonvédelmi és kettős adóztatás elkerüléséről szóló egyezményeket is kötött.

## Gazdasági szektorok
Elsődleges szektor
Mezőgazdaság

Foglalkoztatottak és munkanélküliek száma (ezer fő) a 15–74 éves lettországi munkaerőben 1996–2017 között, és a láncindexált GDP (mrd EUR, 2010-es bázisév)

2018-ban Lettország mezőgazdasági termelése az alábbi főbb terményeket foglalta magában:
- 1,4 millió tonna búza
- 426 ezer tonna burgonya
- 306 ezer tonna árpa
- 229 ezer tonna repce
- 188 ezer tonna zab
- 81 ezer tonna rozs
- 80 ezer tonna bab

Ezen felül kisebb mennyiségben más mezőgazdasági terményeket is előállítottak.
Másodlagos szektor
Feldolgozóipar

Lettország átlagos havi bruttó bérei régiónként 2017-ben (EUR)

A lett ipar egyik hagyományos ágazata a textilipar. Például az Ogres Trikotāža (Ogres Knitwear) textilüzem 1965 óta működik.
Harmadlagos szektor
Szolgáltatások
2022-ben a legtöbb bejegyzett vállalkozás a szolgáltatási szektorban működött, szám szerint 71 692 cég. Ezt követte a kiskereskedelem 15 300, valamint a pénzügyi, biztosítási és ingatlanpiaci szektor 10 287 bejegyzett vállalkozással.

## Vállalatok
A legértékesebb vállalatok
A legnagyobb lettországi vállalatok piaci érték szerint (euróban, milliárd €), a Prudentia és a Nasdaq Riga 2024-es adatai alapján:
| Helyezés | Név                             | Székhely  | Érték (mrd €) | Ágazat                        | Megjegyzés |
| -------- | ------------------------------- | --------- | ------------- | ----------------------------- | ---------- |
| 1.       | Swedbank Baltics, AS            | Riga      | 4,345         | banki szolgáltatások          | növekedés  |
| 2.       | Latvenergo, AS                  | Riga      | 4,024         | energiaipar                   | növekedés  |
| 3.       | Latvijas valsts meži, AS        | Riga      | 1,657         | erdőgazdálkodás               | csökkenés  |
| 4.       | Mikrotīkls, SIA                 | Riga      | 0,992         | hálózati eszközök gyártása    | csökkenés  |
| 5.       | Maxima Latvija, SIA             | Riga      | 0,816         | kiskereskedelem               | növekedés  |
| 7.       | SEB banka, AS                   | Valdlauči | 0,590         | banki szolgáltatások          | növekedés  |
| 8.       | Latvijas Mobilais Telefons, SIA | Riga      | 0,560         | távközlés                     | növekedés  |
| 9.       | Citadele Banka, AS              | Riga      | 0,507         | banki szolgáltatások          | növekedés  |
| 10.      | Rimi Latvia, SIA                | Riga      | 0,499         | kiskereskedelem               | növekedés  |
| 11.      | Tele2, SIA                      | Riga      | 0,425         | távközlés                     | növekedés  |
| 12.      | Elko Grupa, AS                  | Riga      | 0,402         | elektronikai nagykereskedelem | csökkenés  |

Megjegyzés: A „Megjegyzés” oszlop a vállalat értékelésének változását jelzi az előző évhez képest („növekedés” vagy „csökkenés”).

## Infrastruktúra
Energia

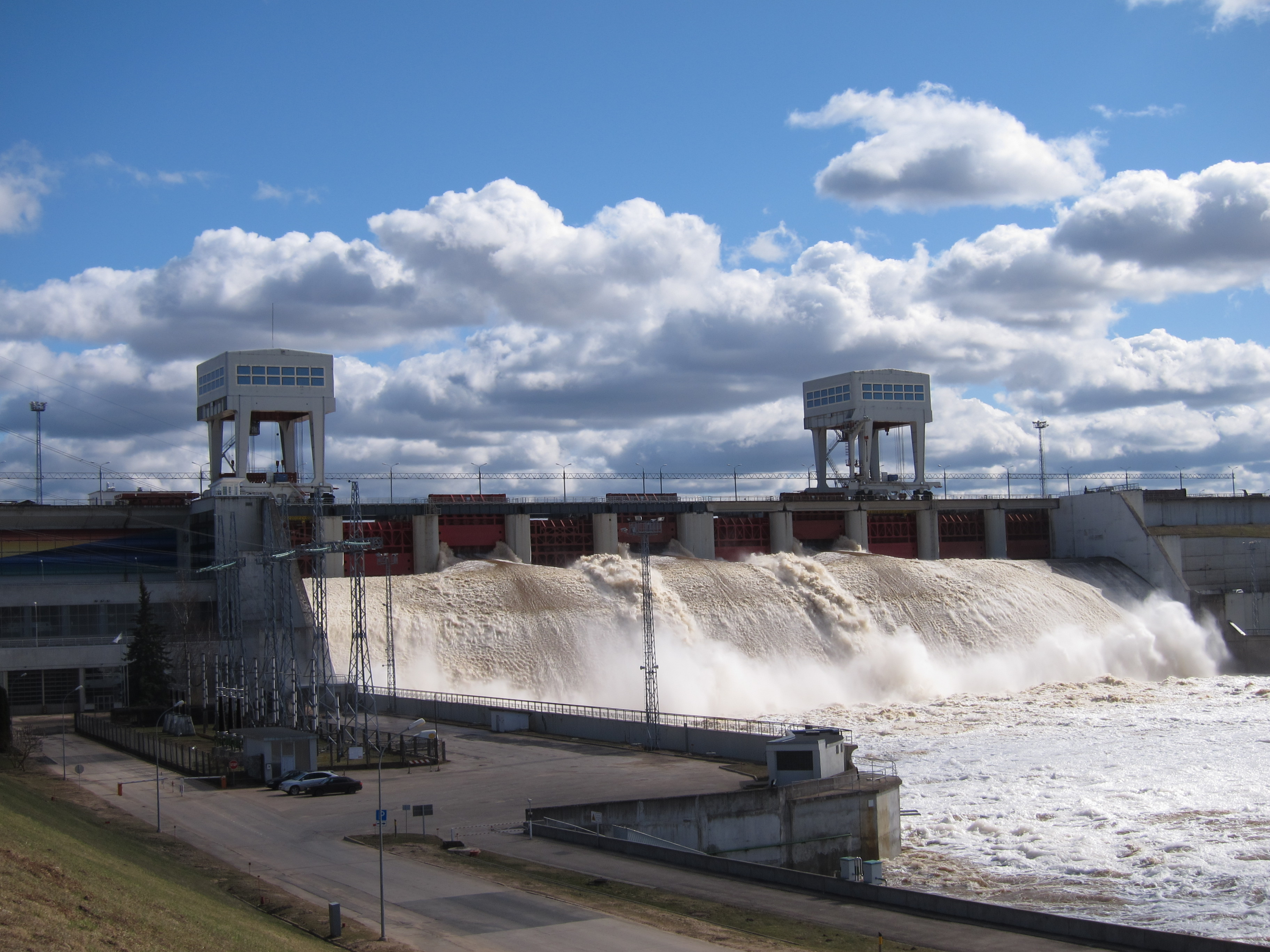
Pļaviņasi vízerőmű

Lettország villamosenergia-termelésének túlnyomó része vízenergiából származik. A legnagyobb vízerőművek a Pļaviņasi Vízerőmű, a Rigai Vízerőmű és a Ķegumsi Vízerőmű.
2017-ben mintegy 4381 GWh energiát termeltek vízenergiából és 150 GWh-t szélerőművekkel. A 2021–2030 közötti nemzeti energiastratégiában szerepel a szélenergia-termelés bővítése is. Lettország korábban földgázellátásának 100%-át Oroszországból importálta, azonban 2023 januárjától betiltották az orosz gáz behozatalát.
Közlekedés
A legfontosabb tengeri kikötők Riga, Ventspils és Liepāja városaiban találhatók. A tranzitforgalom döntő része ezeket a kikötőket használja, a szállított áruk körülbelül fele nyersolaj vagy olajszármazék. A Latvijas Dzelzceļš (Lett Vasutak) az állami vasúttársaság, amelynek leányvállalatai mind személyszállítást, mind nagy volumenű teherszállítást végeznek. A tehervonatok a teljes utasszállító hálózaton közlekednek, és olyan vonalakon is, amelyek jelenleg nem fogadnak személyvonatokat.

Az egy főre jutó reál GDP alakulása Észtországban, Lettországban és Litvániában

A Rigai Nemzetközi Repülőtér Lettország egyetlen jelentős repülőtere, évente mintegy 5 millió utast kezel. Ez a Baltikum legnagyobb repülőtere, több mint 80 célállomással, 30 országban. A légikikötő az AirBaltic légitársaság központi bázisa is.

## A 2008-as gazdasági válságtól napjainkig
Lettország volt az Európai Unió egyik leginkább érintett országa a válság által, de mivel nem volt az eurózóna tagja, sorsa kevesebb médiafigyelmet kapott. Addig Lettország egy dinamikus banki szektorból profitált, amely többnyire svájci bankok és a Független Államok Közössége (FÁK) kezében volt. Stockholm aggodalma a válság következményei miatt arra ösztönözte a svéd bankokat, hogy 2008 őszén garantálják lett leányvállalataik betéteit, ami a legnagyobb lett bankot, a Parex Bankát virtuális csődbe juttatta, és arra kényszerítette a lett kormányt, hogy 2008 novemberében államosítsa azt.
Ezt követően az ország 7,5 milliárd eurós közös segítségben részesült a Nemzetközi Valutaalaptól (IMF) és az EU-tól, és az állami kiadások, bérek és nyugdíjak csökkentésére irányuló politikát hajtott végre a leértékelés elkerülése érdekében. Ez a megszorító kúra – az EU legszigorúbbja – meghozta gyümölcsét, és viszonylag stabilizálta a helyzetet. Miután 2009-ben a GDP 17,5 százalékkal csökkent, 2010 februárjában a hitelminősítő ügynökségek újraértékelték Lettország hitelehelyzetét, és negatívról stabilra változtatták.
A helyzet továbbra is kihívást jelentett Valdis Dombrovskis kormánya számára. A munkanélküliségi ráta a legmagasabbá vált az Európai Unió országai közt (22,8 százalék 2010 februárjában), és az elvándorlás is nagyon erős volt. A politikai osztályt megkérdőjelezték, és egy főként orosz ajkú lakosok által támogatott párt (a Harmónia Központ) szerezte meg Riga polgármesteri tisztségét 2009 júniusában, először a függetlenség elnyerése óta 1991-ben. Ráadásul a miniszterelnök kormánya 2010. március 22-én kisebbségbe került, amikor a Néppárt kilépett a koalícióból.
2010-től a helyzet javult, és 2012-ben a lett gazdaság 5,6%-kal nőtt, bár a válság előtti értékeket nem sikerült visszanyerni. A Nemzetközi Valutaalap Lettországot emelte ki a kiadáscsökkentésen alapuló válságellenes gazdaságpolitikák sikerének példájaként. 2014-ben Lettország csatlakozott az euróhoz. Lettország kiemelkedik a megújuló energia termelésében, amelyben a szélenergia a legfejlettebb, különösen a legnagyobb szélsebességű régiókban, amelyek a Balti-tenger partja és a Rigai-öböl keleti partja, annak északi része. A megtermelt energia 37%-a megújuló. Lettország a 14. helyen áll a Doing Business rangsorban szereplő 190 ország közül, amely az országokat az üzleti tevékenységek egyszerűsége alapján osztályozza.

## Fordítás
- Ez a szócikk részben vagy egészben  az   Economy of Latvia című angol Wikipédia-szócikk fordításán alapul.  Az eredeti cikk szerkesztőit annak laptörténete sorolja fel. Ez a jelzés csupán a megfogalmazás eredetét és a szerzői jogokat jelzi, nem szolgál a cikkben szereplő információk forrásmegjelöléseként.